# ムゲンバインビルド合体
ムゲンバイン ビルド合体はバンダイが発売していた玩具の名称。てれびくんおよびハイパーホビー誌で連載を組んでいる。食玩で展開しているシリーズ、2017年展開の復刻シリーズムゲンサーガ、2018年展開のシリーズムゲンサーガクロスとムゲンヒーローズ、ベンダー事業部で展開の学炎合体モエバインもあわせて説明する。

## 概要
これまで使用し続けてきたムゲンロイドやターボロイドなどのコアを「ビルドロイド」に変更・統一したムゲンバインの新シリーズ。ムゲンバイン本来の組み換えシステムを残しつつパイロットである「ロイダー」を絡めることで、遊び方がよりワイドになっている。ロイダーが直接操縦するロイドが活躍するため、タイトルから「マシンロボ」の名前が外されている。それが影響しているのか、前回まで名前の頭についていたアルファベットや五十音（獣基合体シリーズも「ハ」行に組み込まれている）が今回は存在せず、頭文字も統一性がなくなった。パワフルティラノは一見「ハ」行に組み込まれていると思われがちだが、コンセプトなどの違いから外されている。そのため、五十音のヴァリエーションが停止した形となっている。
商品展開はやや縮小され、コミカライズも行われていない。そのため、なぜ暗黒空間が出現したのか、などストーリー内容が把握しづらくなっている。
版権表示は、2007年の食玩は前回と同様だが、2008年1月発売の「ムゲン五神獣」以降はプレックスのみとなった。CMもサンライズ製作のCGアニメではなく、実物の玩具を使ったCMとなっている。
ビルド合体の商品展開は8月に発売した「ダークフレイムドラゴン」を最後に商品展開を停止、てれびくんやハイパーホビーの連載もほとんどされなくなった。9月以降の商品発売のアナウンスもなく、年末恒例のトイザらススペシャルセットも2007年度発売が発表されない状態で、2007年度の展開は終了した。
そんな中、2008年1月に食玩「ムゲン五神獣」が発売され、ムゲンバインの健在さをアピールした。本セットのクオリティが高いことが売れ行きを伸ばす結果となり、それ以降のムゲンバインの商品展開の継続が決定することとなる。ただし食玩のみの展開となったため発売ペースは前年よりも落ちている。ムゲンバインの食玩では珍しく単独のCMを放送している。2009年度も食玩版中心の展開が継続される見込みで、新たに180円ラインの商品も発売、カプセルトイのシリーズも開始した。
売り上げは順調だったものの、シリーズとしてはムゲン超魔獣を最終アイテムとし、2010年発売の『進化合体エヴォルバイン』へと受け継がれたが、2012年発売の『マシンロボNEXT』を最後にムゲンバインシリーズの展開は一旦終了となる。
「電撃ホビーマガジン」8月号で、「学炎合体モエバイン」というムゲンバインのコンセプトを持つ女性タイプのフィギュア展開が発表され、アクションフィギュア界に旋風を巻き起こした。電撃ホビーマガジンではモエバインの設定やストーリーなどが掲載されており、情報を知ることのできる数少ない媒体となっている。発売元は食玩版を展開しているキャンディ事業部ではなく、ベンダー事業部となっており、対象年齢も15歳以上となっている。
2016年10月のバンダイ食玩サイトで、2017年に「ムゲンサーガ」と名前を改め、2017年1月発売の「ムゲンファラオ」を期に、過去に発売された商品を復刻することが決まった。ただし過去の製品と全く同じではなく、合体方法や一部造形・色彩が変更されている。
2018年4月より完全新規造形の新シリーズ「ムゲンサーガクロス」がスタート、新シリーズ第1弾として「ムゲンヤマト」を発売。同時期に玩具版ムゲンバインも新シリーズ「ムゲンヒーローズ」として再開するが、いずれのシリーズも第1弾のみでその年内に商品展開を停止している。

## 主なマシンロボ

### ビルド合体シリーズ
謎の暗黒空間の出現によってAIを狂わされたムゲンロイドが反乱を起こした。それに対処するため人間（ロイダー）が動かす新型ムゲンバイン「ビルドロイド」が開発され、ムゲンロイド軍団に立ち向かう。
2007年度の主力商品。コアロボットである「ビルドロイド」を中心にバインパーツを装着することで完成する。ムゲンロイドやターボロイドと異なり、フィギュア（ロイダー）を乗せるコックピットがあり、ロイダーを絡めることで遊びの幅を広げている。このコンセプトは2008年以降の食玩版ムゲンバインにも受け継がれている。

#### ビルドロイド
ビルド合体シリーズで中核になるロボット。ビルドロイドはロイダーが乗り込む操縦型のロボットで、自我を持っていない。他のロイドと異なる点は、ロイド自体が分解できることと、ジョイント数が増加したことである。さらに、以前のシリーズでは間隔が異なるパーツがあったため、接続しにくい箇所があったが、ビルドロイドはジョイントとの間隔が共通になり組み立てのストレスを減少させている。もちろん以前のバインパーツを使用することも可能。チェイスドーベルのみ他のものより一回り大きい。

#### ラインナップ
パワフルティラノ
パワーショベルタイプのマシンモードからティラノサウルスタイプのダイノモードに、さらに武者モチーフのロボモードに変形する。ティラノの頭部には「ターボアニマルフォース」と同じ『サムライヴィレッジ（Samurai Village）』のマークが入る。付属のロイダーはティラノロイダー。
スピードイーグル
レーシングカータイプのマシンモードと鷲タイプのアニマルモード、騎士モチーフのロボモードに変形する。今までのシリーズにはなかったタイヤパーツが入っており、車両タイプのマシンを作ることが容易になっている。タイヤパーツは他のビルド合体シリーズにも流用されている。付属のロイダーはイーグルロイダー。
ヘビーマンモス
専用のビルドロイドとムゲンビルダーのパーツがセットされた商品。ブルドーザータイプのマシンモードとマンモスタイプのダイノモード、ワークタイプのロボモードに変形する。ビルダーのパーツは整形色と塗装が変更されているが、追加パーツはない。そのため、ロボモードで組んだときでもビルドロイドの頭部を使用することになる。ただしムゲンビルダーの大型ロボのヘッドはそのまま残されているため、それをロボの頭部として使用することは可能。付属のロイダーはマンモスロイダー。
トライウルフ
消防車タイプのマシンモードとムゲンバイン初のモチーフである狼タイプのアニマルモードに変形。ただし狼らしいスマートなフォルムとはかけ離れている。ロボモードは消防士をモチーフとしており、全体のカラーリングも赤が主体。付属のロイダーはウルフロイダー。
アタックコンドル
コンドルタイプのアニマルモードから、アメリカの警察官モチーフのロボモードに変形。さらにマシンモードはヘリタイプ・バイクタイプの2種類に分離変形する。公式のマシンモードが2機存在する初のビルド合体シリーズとなった。付属のロイダーはポリスロイダー（コンドルヴァージョン）。
チェイスドーベル
ビッグトレーラータイプのマシンモードから大型のロボモードに変形、さらに中サイズのロボ（ポリスロボ）とドーベルタイプのアニマルモードに分離変形する。アタックコンドル 同様のコンセプトを持ち、モチーフも同じ警察官である。付属のロイダーはポリスロイダー（ドーベルヴァージョン）。
ダークフレイムドラゴン
ビルドロイド二体とそれぞれのバインパーツ（ティラノとイーグルの一部パーツおよびカラー変更）+ドラゴンの頭部と腕のパーツのセット。ロイダーも2体付属している（ゴルドロイダー・シルバロイダー）。それぞれのロボ（ムシャダーク・フレイムナイト）は基本的にティラノとイーグルの成型色&塗装変更だが、新規の頭部パーツが付属している。2007年度のムゲンバインでは最も大型の商品。それ以降の商品展開がなかったため、同年度の最終商品となった。

### 食玩版ムゲンバイン
2004年から展開している玩具シリーズの「低価格版」といえるシリーズ。初期は玩具版のダウンサイジング版として発売されたが、食玩オリジナルの頭部やジョイントがあるなど、玩具版とは違ったアプローチがなされていた。2006年1月発売のムゲン四聖獣以降はオリジナルデザインとなり、玩具版との組み合わせなどがパッケージに掲載されるなど、玩具版との連携が強調された。
しかし2008年、メインである玩具版が休止。玩具版の連携を売りとしていた食玩版は、玩具休止により独自の路線を歩むことを余儀なくされる。その結果、玩具版とは異なる造型とコンセプトを持つ「ムゲン五神獣」が誕生することとなった。ビルド合体シリーズから受け継いだコンセプトもある。結果として「ムゲン五神獣」は好評となり、それ以降の食玩版は独立したシリーズ展開をとることとなり、現在に至っている。
食玩版はさらなるラインアップの充実を図るため、翌年の2009年2月には180円の低価格ライン商品「バインズ」を発売、300円ラインと平行しての展開を開始した。そして同年の8月、ベンダー事業部からカプセルトイである「ムゲンバインG」の発売を開始、それぞれ連動させることによって組み替え遊びの充実を図る。商品展開の関係上、「ムゲンサーガ」では復刻されていない。

#### マシンロボ ムゲンバイン
2004年8月発売。エアレオン、キャリーイーグル、ギャラクシーレックスの3種類が発売された。3体は玩具版のダウンサイジングだが、ムゲンロイド自体はジョイントの数と可動が一部省略されている以外は玩具版とほとんど変わらない造型となっている。玩具版のバインパーツを合体させることも可能だが、一部ジョイントの径が合わない箇所があるため、完全互換ではない。食玩版ムゲンロイドは、以降のシリーズ、ムゲン四聖獣からムゲン金王神・ムゲン銀王者まで、頭部を変えつつラインナップに入り続けることとなる。
バインパーツは玩具版より一回り小さいことに加え、モールドとギミックが一部省略されていたり、肉抜き穴が目立つ箇所にあるなど、コストダウンしている箇所が見受けられる。しかし、オリジナルのムゲン合体バリエーションや、玩具版とは異なる巨大ロボヘッドが造型されているなど、玩具版よりも優れているところもある。ちなみに、機体に記されているアルファベットが玩具版は大文字なのに対して、食玩版は小文字になっている。
- マシンロボ ムゲンバイン
  - エアレオン※頭部の収納はオミット。
  - キャリーイーグル※玩具版とは異なる造形のロボット頭部を内蔵。
  - ギャラクシーレックス※ロケットの左右分割ギミックがオミットされている。

#### ムゲン四聖獣
2006年1月に発売された食玩版のオリジナル第1弾。「四聖獣」と名づけられている通り、ムゲンロイド以外のマシンが白虎、青龍、朱雀、玄武をモチーフとしている。四聖獣はムゲンロイドやムゲンバインの武器に変形でき、ムゲンロイドを含む五機が合体すると「ムゲンエンペラー」になる。可動範囲も玩具版と比べて広く、曲がらないのは肘くらいである。
ムゲン四聖獣の売り上げは好評で、その年の7月に、一部成型色やシールがメタリック調に変更され再発売されている。その際に本体色と頭部を変更した「デスエンペラー」が新たにラインナップされている。
- ムゲン四聖獣（再発売時はムゲンエンペラーVSデスエンペラー）
  - ムゲンセイリュウ
  - ムゲンビャッコ
  - ムゲンゲンブ
  - ムゲンスザク
  - ムゲンロイド※新規パーツが付属。合体前後共に武器として使用。

- ムゲンエンペラーVSデスエンペラー
  - デスセイリュウ
  - デスビャッコ
  - デスゲンブ
  - デススザク※合体時の頭部造形が新規。
  - デスロイド

#### ムゲン四龍伝
2007年1月に発売された食玩版ムゲンバイン。頭部を新規のものに変更した四聖獣同様のムゲンロイドに、四体の龍モチーフのマシンと合体することで「ムゲンリュウオウ」になる。
合体時の肘関節が追加され、前回よりも完成度は増している。ムゲンエンペラーよりも頭身が高くなったため、全体のプロポーションもスマートになった。
ムゲンロイド以外は龍モチーフのマシンのみで構成されているため、龍の頭部が向かい合って両肩についているなど、他のムゲンバインとは異なるデザインが特徴である。四体の龍には、それぞれ水・炎・雷・地が名前につけられており、武器形態に変形することも可能。
- ムゲン四龍伝
  - ムゲンロイド※新規パーツが付属。合体時は剣パーツとして使用する。
  - ムゲンスイリュウ
  - ムゲンエンリュウ
  - ムゲンライリュウ
  - ムゲンチリュウ

#### ムゲン金王神・ムゲン銀王者
2007年7月に発売されたムゲンバインで、「ムゲン四聖獣」のムゲンエンペラーと「ムゲン四龍伝」のムゲンリュウオウの色変え・パーツ変更商品。そのため、コアロボットがムゲンロイドとなっている。ただし構成するパーツがエンペラー・リュウオウとは異なり、ロイド以外の4種のうち2種が入れ替わっている。カラーバリエーションであるため、頭部は異なるものの元のムゲンエンペラーとムゲンリュウオウの構成に組み替えることは可能。このことと、パーツ位置の変更によって前作や前々作との区別化に成功したが、元々は別の商品のためパーツデザインの整合性が悪く、各パーツの違和感を生じる原因となってしまい、今ひとつの結果に終わっている。しかしその経験が「ムゲンサーガ」のパーツ配置変更に生かされることとなった。設定上ではダークフレイムドラゴンと関係があるといわれている。
- ムゲン金王神・ムゲン銀王者
  - ムゲンガンリュウ※ムゲンチリュウの色変え。
  - ムゲンカゲトラ※ムゲンビャッコの色変え。
  - ムゲンホウオウ※ムゲンスザクの色変え。合体時の頭部は新規。
  - ムゲンカエンリュウ※ムゲンエンリュウの色変え。
  - ムゲンロイドキンオウ※色以外はムゲン四聖獣と同じ仕様。
  - ムゲンレイキ※ムゲンゲンブの色変え。
  - ムゲンチドリ※ムゲンライリュウの色変え。合体時の頭部は新規。
  - ムゲンコウリュウ※ムゲンセイリュウの色変え。
  - ムゲンミズチ※ムゲンスイリュウの色変え。
  - ムゲンロイドギンオウ※色以外はムゲン四龍伝のロイドと同じ仕様。

#### ムゲン五神獣
2008年1月に食玩で発売されたムゲンバイン。5体が合体してムゲンファラオになる。『エジプト神話』をモチーフとしているため、食玩版を含む他のムゲンバイン（ビルド合体シリーズ）と較べて造型が異なる。
ツタンカーメンのような姿をしたロイダー「ロイダープライド」がムゲンスフィンクスに付属する。プライドのみビルド合体付属のロイダー同様、腰の可動がある。ロイダーのコンセプトは、ビルド合体シリーズから受け継いでいる。今までの食玩と違い、玩具版が休止している関係上、公式の武器形態はなく、ビルドロイド（ムゲンロイド）の装備例は存在しない。
ヒエログリフのようなモールドや棺状のロイダー格納ハッチなど、今までのムゲンバインよりも各部のデザインが細かくなっている。ムゲン四龍伝と比べても桁外れの可動範囲とプロポーションとなっている。また、今シリーズから単独のCM放送が開始されている。
2009年11月に、5種類がセットになった「DXムゲンファラオ」として発売された。その際にシールがメッキ調になり、本体も一部塗装が施されるなど、商品のマイナーチェンジがなされている。
2017年1月に「ムゲンサーガ ムゲンファラオ」として復刻販売。金型は同じで成形色、彩色箇所、シールの仕様が変更。
- ムゲン五神獣（「ムゲンサーガ」版は、ムゲンファラオ）
  - ムゲンアヌビス
  - ムゲンスフィンクス
  - ムゲンラー
  - ムゲンスコーピオン
  - ムゲンセベク

#### ムゲン剣聖獣
ムゲン五神獣の大成功を受け、2008年6月に発売された食玩シリーズのムゲンバイン。5体を集めるとムゲンアーサーに合体できる。『円卓の騎士』の『アーサー王』をモチーフとしているが、ムゲンナイトを除く各アニマルモードは『幻獣』をモチーフとしている。
前作と異なり、コアとなるロイド（ムゲンナイト）が存在する。ロイダーはムゲンライオ・ムゲンユニコーンにそれぞれ一体ずつ無可動のものが付属する。また、今回から外箱にサイドストーリーが掲載されている。
モールドが一部省略され、シールに細かい模様などが描かれているため、塗装での再現がほぼ不可能になってしまい成型色がメタリック系でなくなったため、豪華さではファラオに譲るものの、それを補えるほどの拡張性を持つ。五神獣に較べると、剣聖獣のほうがパーツの統一感が高く、他のシリーズのパーツと組み合わせても違和感の少ない造型となっている。現に、後にカラーバリエーションで発売されたダークファラオとパラディンアーサーとの合体では全体のパーツに違和感が無い仕上がりとなった。
2017年4月に「ムゲンサーガ ムゲンアーサー」として復刻販売。ブラックバージョンもラインナップされ、さらにデザイナー鈴木勝による、剣やシールドになる新たなる組み換えも登場する。それと同時にシールの模様が一部省略されている。
- ムゲン剣聖獣（「ムゲンサーガ」版は、ムゲンアーサー）
  - ムゲンナイト
  - ムゲンライオ
  - ムゲンユニコーン
  - ムゲンリヴァイアサン
  - ムゲンフェニックス

- ムゲンアーサー ブラックバージョン
  - ブラックムゲンナイト
  - ブラックムゲンライオ
  - ブラックムゲンユニコーン
  - ブラックムゲンリヴァイアサン
  - ブラックムゲンフェニックス

#### ムゲン海聖獣
2008年9月に発売された食玩シリーズのムゲンバイン。今までよりも一体多い6体のリリースであるため、五神獣・剣聖獣に較べて全体のボリュームが増加している。ただし、単体のボリュームは前作よりも減少している。海の神獣、怪物をモチーフとしており、6体を集めるとムゲンパイレーツが完成する。
ムゲンキャプテンはムゲンナイトと比べるとパーツが簡略化しており、関節の数も少なくなっている。ただし、キャプテンの場合は頭部がムゲンパイレーツ（カイオウ）の頭部を担当するため、ムゲンナイトよりは中核的意味合いがあるといえる。また、剣聖獣同様、モールドが一部省略されており、シールを使用する箇所が多くなっている。
船長のような姿をしたロイダーが一体、ムゲンスティングレーに付属。前作ムゲン剣聖獣のムゲンリヴァイアサンと合体することで「ムゲンカイオウ」になる。
- ムゲンキャプテン

表と裏に普通のロボットフェイスと隻眼の白骨の顔の二種類の顔が造形されている。付属する楯を使えばどちらかの顔を隠せる。
- ムゲンスティングレー
- ムゲンシャーク
- ムゲンシザー
- ムゲンクラーケン
- ムゲンホエール

#### ムゲン闘神獣
2009年2月上旬に発売された食玩シリーズのムゲンバインで、ムゲン海聖獣同様、全6種類で構成される。モチーフは『インド神話』の神々。6種類集めるとムゲンアシュラに合体できる。単体のサイズはほかの食玩ムゲンバインよりも小さく、合体後の大きさもほかのシリーズに比べるとやや小さく感じる。パーツ数も多くなったため、組み立てはやや複雑になった感がある。しかし、シールが必要な梵字やエンブレム以外はモールドが細かく成形されているため、ムゲン五神獣と同じレベルの完成度といえる。ムゲンハヌマーンとムゲンガルーダには前作ムゲン海聖獣同様に二種類の顔が造形されており、ムゲンアシュラ時に顔を交換できる。また、デザインの都合上初めて「平手」が追加され、ポージングの幅も大きく広がった。ロイダーはムゲンガネーシャンに1体付属。
「炎龍輝バインズ」は2009年2月下旬発売した低価格ラインのムゲンバイン第1弾。今までのシリーズと異なり、箱の大きさがふた周り小さくなり、価格も180円になっている。これは同月に展開を開始した「Miniミニプラ」と同じ価格帯である。食玩シリーズのムゲンバインだが、サイズがコンパクトになり、パーツ総数も抑えられている。また、成型色も2種類のみで、シールを貼る箇所も少ない。ムゲンバイン本来の組み換え遊びは健在で、少ないパーツ数ながらも様々な形にすることが可能である。6種類集めると「リュウファイヤーバイン」に合体できる。
ムゲンアシュラとリュウファイヤーバインズが合体することで「ムゲンエンオウ」になる。
2017年7月に「ムゲンサーガ ムゲンアシュラ」として復刻販売。アナザーカラーバージョンもラインナップされ、さらにデザイナー鈴木勝によるリデザインがなされた。バインズは再発売されていないため、アシュラ単独でのボリューム不足は解消されていないが、全種類が合体して完成する「ムゲンクロスアシュラ」でそれを補っている。
- ムゲン闘神獣（「ムゲンサーガ」版は、ムゲンアシュラ）
  - ムゲンハヌマード
  - ムゲンガネーシャン
  - ムゲンバイオン
  - ムゲンアンブラ
  - ムゲンガルーダ
  - ムゲンゼブー

- カオスアシュラ（アナザーカラーバージョン）
  - カオスムゲンハヌマード
  - カオスムゲンガネーシャン
  - カオスムゲンバイオン
  - カオスムゲンアンブラ
  - カオスムゲンガルーダ
  - カオスムゲンゼブー

- 炎龍輝バインズ
  - モンキーバイン
  - エレファンバイン
  - レオバイン
  - コブラバイン
  - ウイングバイン
  - ホーンバイン

#### ムゲン幻聖獣
2009年6月中旬に発売された食玩シリーズのムゲンバイン。ムゲン海聖獣とムゲン闘神獣同様、全6種類。「北欧神話」の森の妖精と昆虫をモチーフにしている。6種類集めるとムゲンガーディアンに合体できる。ムゲン闘神獣同様、エンブレム以外は全て塗装でも再現できるようにモールドは細かく造形されており、完成度は高い。また、肉抜き穴にシールを被せるという手段はほぼ解消された。武器も公式の組み合わせ例である弓矢以外にも、パーツの組み合わせ次第で剣や斧、槍など様々な形に組むことができる。また、ムゲン五神獣以降初めて、合体時の瞳が赤いのも特徴となっている。ロイダーはムゲンドルクスに1体付属。
「風龍輝バインズ」は2009年7月発売した低価格ラインのムゲンバイン。価格と構成が前作の炎龍輝バインズと同様である。6種集めるとリュウストームバインに合体できる。ほとんどが昆虫であるものの合体した姿がドラゴンであるのが特徴である。
ムゲンガーディアンとリュウストームバインが合体することで「ムゲンシンオウ」になる。
さらに今回から「ムゲンバインG幻闘士」が8月上旬に発売した。モチーフこそ幻聖獣や風龍輝にあわせているが、こちらは人型のみで構成され、全5種類（色替えバージョン5種を含むと10種類）となっている。5種集めることで「ムゲンジーファントム」が完成する。ジーファントムは組み替えて「ムゲンブレード」に変形、ムゲンシンオウに装備することができる。
2017年9月26日に「ムゲンサーガ ムゲンガーディアン」として復刻販売。アナザーカラーバージョンもラインナップされ、さらにデザイナー鈴木勝によるリデザインがされた。バインズ、ムゲンバインG共に再発売されていないが、12種集めることで完成する「ムゲンドラグーン」でそれを補っている。
- ムゲン幻聖獣（「ムゲンサーガ」版は、ムゲンガーディアン）
  - ムゲンエルフ
  - ムゲンドルクス
  - ムゲンウォーサイズ
  - ムゲンスパイダー
  - ムゲンゴブリン
  - ムゲンホーネット

- デスムゲンガーディアン（アナザーカラーバージョン）
  - デスムゲンエルフ
  - デスムゲンドルクス
  - デスムゲンウォーサイズ
  - デスムゲンスパイダー
  - デスムゲンゴブリン
  - デスムゲンホーネット

- 風龍輝バインズ
  - リトルバイン
  - スタッグバイン
  - マンティスバイン
  - キャプチャバイン
  - ドワーフバイン
  - ビーバイン

- ムゲンバインG幻闘士
  - ムゲンジーエルフ
  - ムゲンジースタッグ
  - ムゲンジースパイダー
  - ムゲンジービー
  - ムゲンジーマンティス

#### ムゲン猛神獣
2009年9月下旬に発売された食玩シリーズのムゲンバイン。ムゲン海聖獣などと同様、全6種類。「アフリカの大地」の野生動物をモチーフにしており、6種類集めるとムゲンサファリに合体できる。ロイダーはムゲンコングに一体付属。
「牙龍輝バインズ」は2009年10月下旬に発売した低価格ライン。価格と構成は炎龍輝バインズなどと同様である。6種類集めるとリュウボーンバインに合体できる。また、リュウボーンバインはドラゴンモードとファイターモードに組み替え可能が特徴である。
ムゲンサファリとリュウボーンバインが合体することで「ムゲンジュウオウ」になる。
「ムゲンバインG猛闘士」は、カプセルトイシリーズの第2弾で、11月上旬に発売した。ただし全9種類の中で造形が異なるのは、実質3種類だけで、他はカラーバリエーションとなる。ホワイトカラーのスペシャルバージョン以外の6体が合体してムゲンジージャイアントとなる。前回同様武器（ムゲンハンマー）に変形し、ムゲンジュウオウに装備することができる。また、いくつかのパーツはムゲンバインG幻闘士から流用されている。
2018年8月に『ムゲンサーガ ムゲンビースト』として復刻販売。6体が合体しムゲンビーストとなる。動物形態に合体することを考えての変更である。その際に造形が一部変更された。アナザーカラー版もラインナップ。12種合体で「ムゲンキングレオン」が完成する。
- ムゲン猛神獣（「ムゲンサーガ」版は、ムゲンビースト）
  - ムゲンバルバロ&リックダッシュ
  - ムゲングランド
  - ムゲンコング
  - ムゲンジュラフ
  - ムゲンゼブラ
  - ムゲンライノ

- 牙龍輝バインズ
  - ムブリバイン
  - ライオンバイン
  - ゴリラバイン
  - リーチバイン
  - キックバイン
  - タックルバイン

- ムゲンバインG猛闘士
  - ムゲンジーライオン
  - ムゲンジーサイ
  - ムゲンジーゴリラ
  - ムゲンジーレオン
  - ムゲンジーライノ
  - ムゲンジーコング

※ ライオン・サイ・ゴリラとレオン・ライノ・コングは、それぞれのカラーバリエーションで、その他にもホワイトカラーバージョンもラインナップに入っている。

#### ムゲン超魔獣
2010年1月中旬より発売されたムゲンバイン。今まで登場してきた二大文明の守護神たちが敵対してきた「邪悪な影」の正体であり、そのモチーフは相反する動物や昆虫、妖魔の類であり、一体一体が守護神たちに匹敵する強さを持っている。
六種類集めるとムゲンサタンへと合体する。さらにヘルハウンドモード、デストロイモードへと多段変形が可能で、非常にプレバリューが高い。また、腹部に顔があり、バーニアが多いのも特徴である。
付属のメモには二体以上の参考合体例が表記されており、パッケージ内には個々の詳細な情報や用語も書かれている。
- ムゲンデビル
- ムゲングリフォン
- ムゲンキラーホエール（英語でシャチのこと）
- ムゲンバルチャ（英語でハゲタカのこと）
- ムゲンギガクレス
- ムゲンガイゼル

### 学炎合体モエバイン
2009年に発売が開始されたムゲンバインの新シリーズ。基本的に女性タイプフィギュア+動物型のムゲンロイド（バインメイト）がコンセプトとなっており、ムゲンロイド5体を合体させると食玩版と同じ仕様のロボットが完成する。また、ムゲンロイドのバインパーツをフィギュアに装着することも可能である。ジョイント自体は同じ仕様であるため、本家との互換性もある。フィギュア本体は頭部以外はシールでカラーリングを再現。
ブラインドパッケージでありながら各種類ごとに専用のパッケージが用意されており、店頭で種類を選ぶことができる。
パッケージイラストとキャラクターデザインは「スーパーロボット大戦シリーズ」の河野さち子が担当している。

#### ラインナップ
忍術部
2009年4月中旬発売。忍術部に所属する女学生アクションフィギュア1体とバインパーツになる「バインメイト」がセットになっており、単体でも組み換え遊びをすることができる。バインメイトをフィギュアに装着させることもできるほか、他の食玩バインを装着させることも可能。
全5種類で、バインメイト5種を合体させると機動教師「ミツルギカイザー」が完成する（組み換えにより「ホムラカイザー」に変身することもできる）。当初第1弾である「忍術部」は2009年3月下旬に発売する予定だったが、4月中旬に変更された。その後、売れ行きが好評であることを受けて、7月に再発売されている。
- 炎堂タカネ&ホムラホーク
- 上月キョウコ&フウマバイパー
- 大神ウルハ&コウガウルフ
- 申飛サリィ&シノビエイプ
- 鎌口タマミ&ライデントード

※ 各キャラクターは忍術部ということもあって、実際に存在した忍者の部族名称や、それに関する名称をバインメイトに冠しているが、ライデントードのみ直接関連しない名称である。なお、ライデントード自体のモチーフがガマであることから、架空の忍者である児雷也が元になっていると考えられる。

### ムゲンサーガ

#### ダークファラオVSパラディンアーサー
2017年12月12日に、成形色とシールが異なる「ムゲンサーガ ダークファラオVSパラディンアーサー」が発売された。ダークファラオは日蝕をイメージしたダークカラーになっている。パラディンアーサーは聖なる鎧に身を包んだ白騎士をイメージしたカラーになっている。上記のダークファラオと組み合わせて、「ムゲンゴッドファラオ」に合体可能。
- ダークファラオ（「ムゲンサーガ ダークファラオVSパラディンアーサー」）
  - ダークムゲンアヌビス
  - ダークムゲンスフィンクス
  - ダークムゲンラー
  - ダークムゲンスコーピオン
  - ダークムゲンセベク

- パラディンアーサー（「ムゲンサーガ ダークファラオVSパラディンアーサー」）
  - パラディンムゲンナイト
  - パラディンムゲンライオ
  - パラディンムゲンユニコーン
  - パラディンムゲンリヴァイアサン
  - パラディンムゲンフェニックス

### ムゲンサーガクロス
「ムゲンサーガ」の好評を受けて立ち上がった完全新規のシリーズ。最初から2種類のカラーリングをリリースすることを前提としており、12体合体も全体のバランスが違和感なくデザインされている。
「ムゲンサーガ」と異なりロイダーは付属せず、収納スペースもないが、その分パーツが細かく分割され、組み換えの自由度が増している。

#### ムゲンヤマト
2018年4月発売。上記のとおり、初めから12体合体を前提として設計されている。6種×2カラーで全12種類となっている。ムゲンヒーローズに対応するカードが付属。
12種を合体させると「覇王ムゲンヤマト」が完成する。同梱する合体説明書はムゲンヤマトのみで、スサノオとシンリュウの合体方法はホームページを見る必要がある。
- 勇士ムゲンスサノオ 
  - ムゲンヤタ
  - ムゲンイザナギ
  - ムゲンカヅノ
  - ムゲンガロウ
  - ムゲンダイジャ
  - ムゲンイナバ

- 超龍ムゲンシンリュウ 
  - シャドウムゲンヤタ
  - シャドウムゲンイザナギ
  - シャドウムゲンカヅノ
  - シャドウムゲンガロウ
  - シャドウムゲンダイジャ
  - シャドウムゲンイナバ

### ムゲンヒーローズ
2018年4月に開始された新玩具シリーズ。従来のムゲンバインジョイントと同じ構造の接続パーツ「ムゲンヒーロージョイント」を持ち、ムゲンサーガクロスとの連動も考慮されている。またムゲンヒーローカードを合体に組み込んだりエフェクトに使用したりするなどができる。
ヒーローズはカードを収納する関係上、本体はカードデッキ状のフレームとなっている。フレームは分解することが出来ないため、今までのムゲンバインと比べて自由度は若干低下している。それを補うためにムゲンウエポンには従来と同じ拡張性を持たせている。
ムゲンヒーローズ第1弾
2018年4月発売。アーマーフォームからキメラフォームへ変形し、3体合体で混然の破壊神ムゲントリニティとなる。そして、ムゲントリニティがムゲンクリムゾンと合体すると、ムゲンフレイムファングになります
- ムゲンドラゴン
- ムゲンスコーピオン
- ムゲンバイソン
- ムゲンクリムゾン

ムゲンウエポンシリーズ第1弾
2018年5月発売。ヒーローズと合体させることもできる。
- ムゲンウエポンビートルガン（ムゲンドラゴンと合体 → 銃剣竜ムゲンバヨネット）
- ムゲンウエポンレックスドリル（ムゲンスコーピオンと合体 → 毒牙蠍ムゲンポイズンアロー）
- ムゲンウエポンイーグルショット（ムゲンバイソンと合体 → 鉄堀獅子ムゲングラーベン）
- ムゲンウエポン コブラチェーン（ムゲンクリムゾンと合体 → 爆弾獣ムゲンレッドボム）